# Japans parlamentsbyggnad

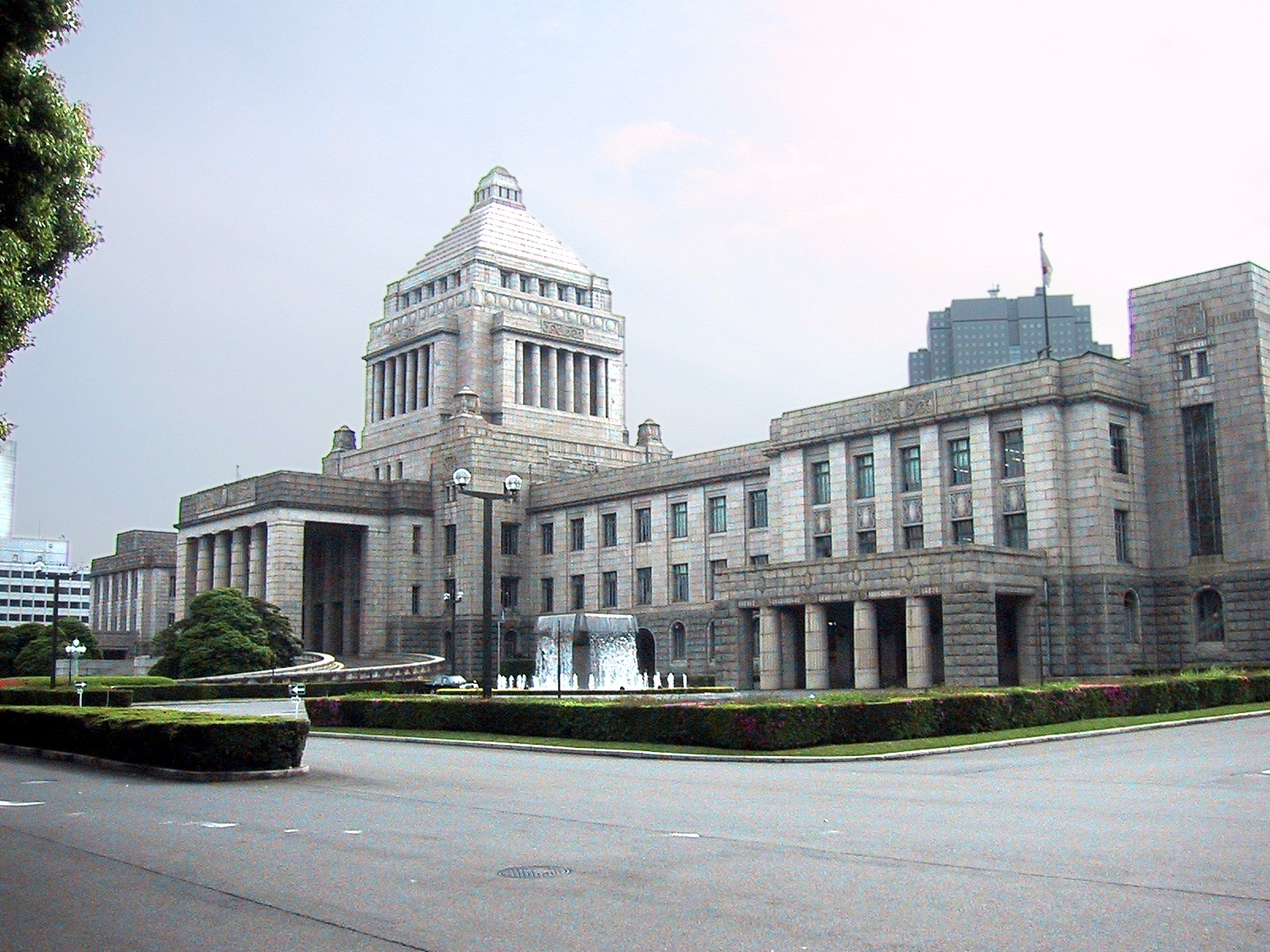
Exteriör

Japans parlamentsbyggnad (japanska 国会議事堂, Kokkai-gijidō) är den byggnad i centrala Tokyo där parlamentets båda kammare, överhuset och underhuset, håller sina möten. Byggnaden påbörjades 1920 och färdigställdes 1936. Allt byggnadsmaterial var lokalproducerat och arkitektur har tagit influens från Tyskland.. Från 1880-talet och fram till 1936 höll parlamentet sina möten i temporära fastigheter, innan den permanenta parlamentsbyggnaden hade beslutats och färdigställts.
Sedan 2016 har parlamentet organiserat gratis rundor för turister som äger rum på eftermiddagen.